# Joachim Röck
Joachim Röck OSB (* 13. Februar 1744 in Lienz; † 30. Juli 1810 in St. Lambrecht) war ein österreichischer Benediktiner, der von 1802 bis zu seinem Tod im Jahre 1810 Abt der Abtei St. Lambrecht war. Da mit Joachim Suppan einige Jahre später ein weiterer Abt mit dem Ordensnamen Joachim im Amt war, wird Röck seitdem auch oftmals als Joachim I. geschrieben.
Röck war der erste Abt nach der Wiederherstellung der Abtei, die davor im Jahre 1786 aufgehoben worden war.

## Leben

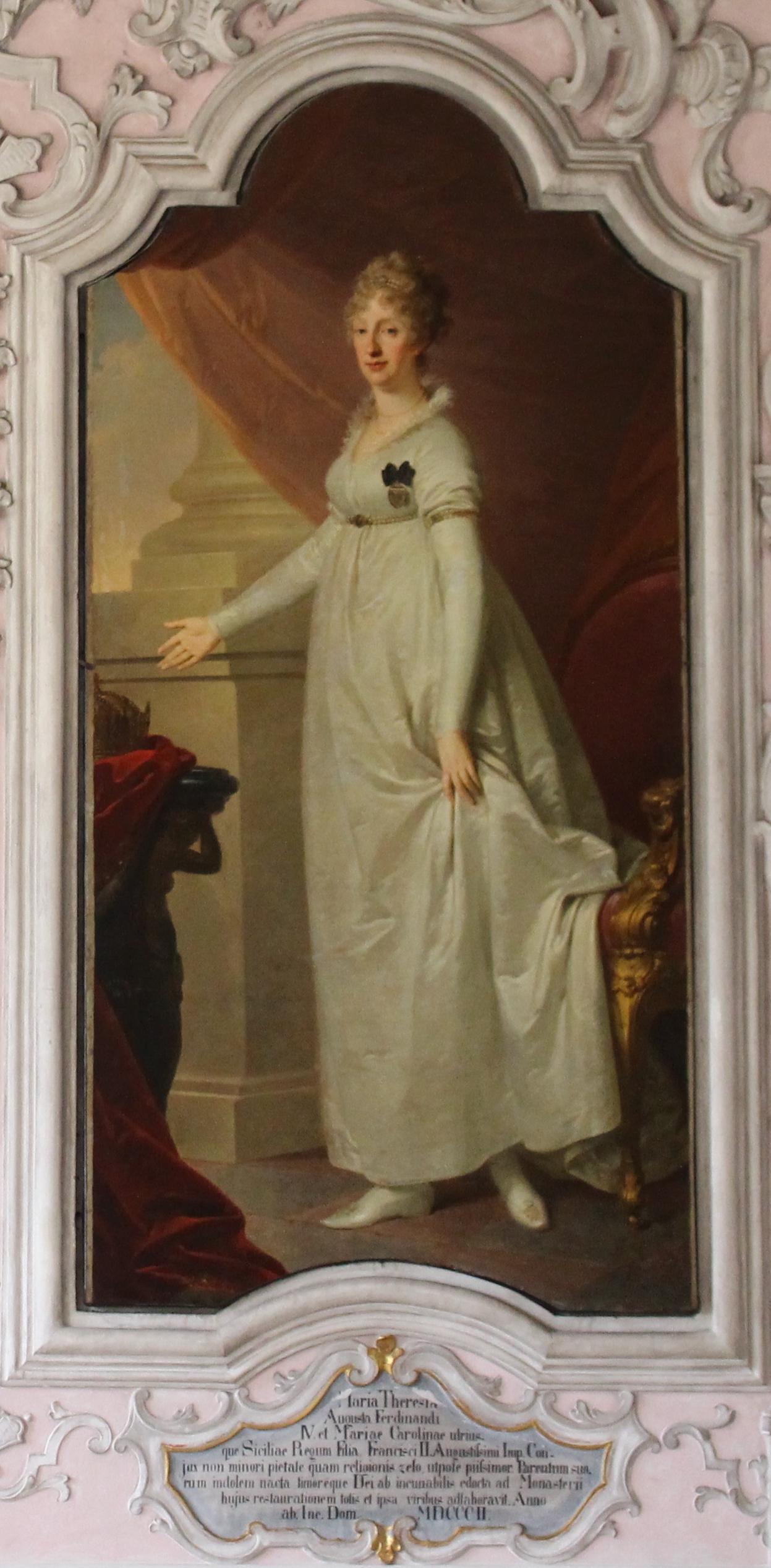
Maria Theresia von Neapel-Sizilien; Ausschnitt aus dem Porträt im Prälatensaal

Joachim Röck wurde am 13. Februar 1744 in Lienz in Osttirol geboren. Am 11. August 1765 legte der damals 21-Jährige unter Abt Berthold Sternegger in der obersteirischen Benediktinerabtei St. Lambrecht seine Profess ab. Nach der Priesterweihe am 17. Juni 1768 war er Professor für Theologie am Hausstudium und wirkte später in Aflenz und Mariazell, wo er auch nach der Aufhebung des Stiftes St. Lambrecht im Jahre 1786 Dechant war. 1802 wurde die Abtei durch den konservativen Kaiser Franz II. wiederhergestellt und Joachim Röck am 4. Oktober 1802 von den 50 verbliebenen Kapitularen – 41 Mönche und Abt Berthold waren während der Aufhebung gestorben und zwei Mönchen kamen nicht mehr zum Kloster zurück – zum Abt gewählt und am 24. Oktober 1802 im Stephansdom in Wien benediziert. Aus diesem Anlass heraus schenkte ihm der Kaiser Amethyst-Brustkreuz samt Ring, woraufhin Abt Joachim aus Dankbarkeit für die Wiederherstellung der Abtei von Johann Baptist Lampi des Älteren ein Porträt des Kaiserpaares malen und dieses in weiterer Folge im Prälatensaal des Stiftes platzieren ließ.
Abt Joachims Amtszeit war daraufhin vom Versuch der Rückerlangung der enteigneten Klostergüter und der Herstellung der monastischen Ordnung, wie sie vor der Aufhebung gegolten hatte, geprägt. Dies gelang ihm jedoch nur zum Teil und ein Großteil der enteigneten Güter konnte nicht mehr ans Stift zurückgeführt werden. Am Heiligen Abend 1802 fand die erste Aufnahme neuer Kandidaten in das Stift statt. Grund dafür war vor allem die deutliche Überalterung des Konvents im Laufe der Jahre, in denen das Stift aufgehoben war. Die Seelsorgeaufgaben wurden mittlerweile in den verbliebenen inkorporierten Pfarreien und im Wallfahrtsort Mariazell bewältigt, was mit großer Mühe verbunden war. Andere Bereiche, wie zum Beispiel die Hauslehranstalt, an der Abt Joachim einst selbst Theologie gelehrt hatte, musste aufgrund des Personalmangels aufgegeben werden. Lediglich das Gymnasium wurde bis in die 1930er Jahre als Untergymnasium fortgeführt.
Nachdem er sich acht Jahre lange um den Wiederaufbau des Stiftes bemüht hatte, starb Joachim Röck am 30. Juli 1810 im Alter von 66 Jahren im Kloster und wurde in der Konventgruft unter der Sakristei bestattet. Seinem Nachfolger Ferdinand Herzog hinterließ er einen hohen Schuldenberg, weshalb Abt Ferdinand im Jahre 1812 beim Kaiser vergeblich um Aufhebung des Stiftes ersuchte.